# Amphiglossus anosyensis
Espèce
Statut de conservation UICN

 VU B1ab(iii) : Vulnérable
Amphiglossus anosyensis est une espèce de sauriens de la famille des Scincidae.

## Répartition
Cette espèce est endémique de Madagascar.

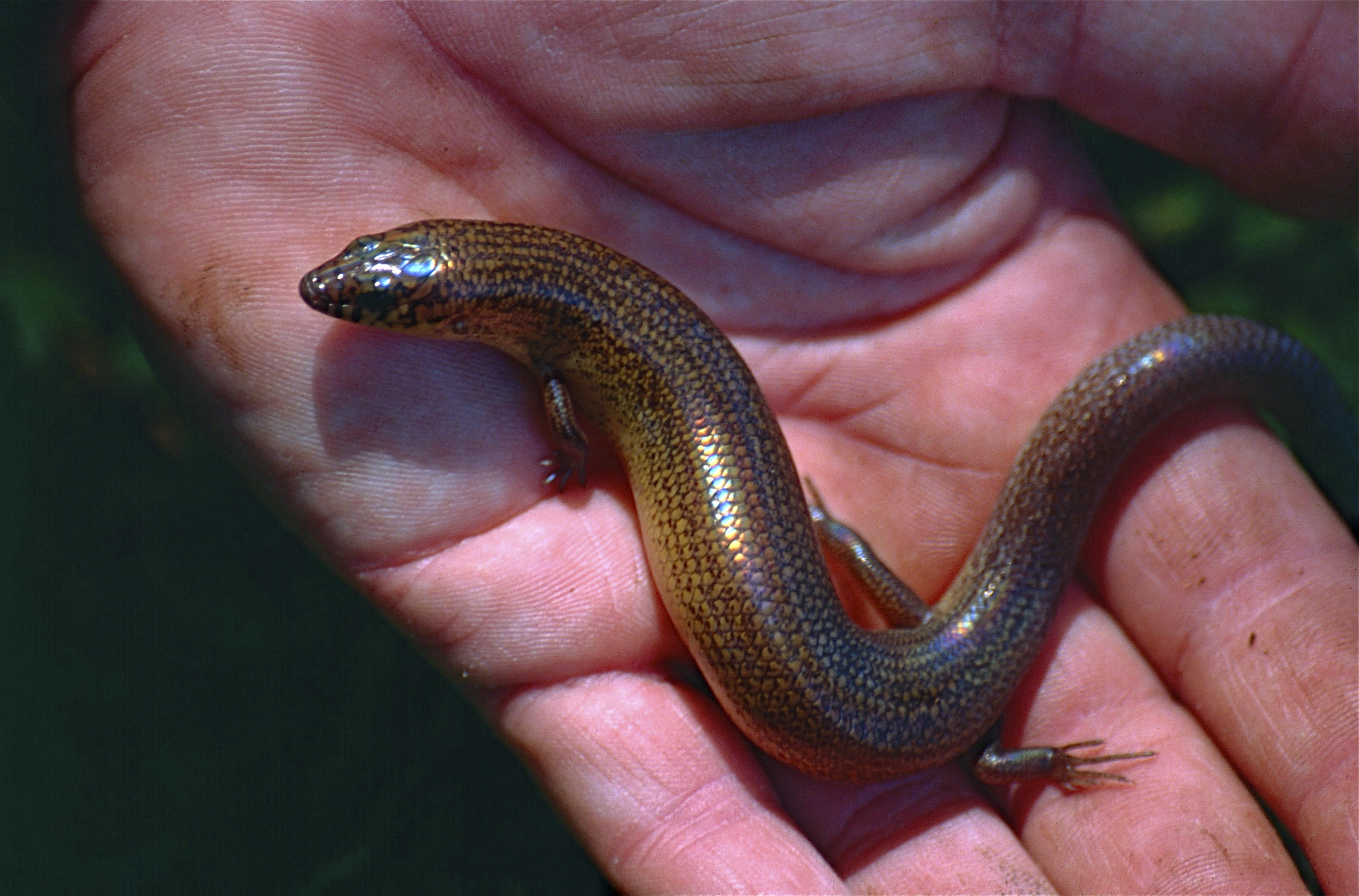

## Publication originale
- Raxworthy & Nussbaum, 1993 : Four new species of Amphiglossus from Madagascar (Squamata: Scincidae). Herpetologica, vol. 49, no 3, p. 326-341.